# مديرية حورة ووادي العين

تعديل مصدري - تعديل

مديرية حورة ووادي العين إحدى مديريات محافظة حضرموت في شرق اليمن، مركز المديرية مدينة حورة. بلغ عدد سكانها 28474 نسمة عام 2004.

موقع مديرية حورة في محافظة حضرموت